# Конкордия (Портланд)
Конкордия е квартал в североизточната част на град Портланд, щата Орегон, Съединените американски щати.
Границите му са следните: NE 22nd Avenue на запад, NE Columbia Blvd. на север и NE 42-ро Avenue на изток. Южната граница е NE Prescott St. и NE Alberta Ct., съответно на запад и на изток – NE 33rd Avenue. Други квартали, граничещи с Конкордия, са Woodlawn, Vernon и Sabin на запад, Sunderland на север, Cully на изток и Alameda и Beaumont-Wilshire на юг.
Кварталът носи името на закрития университет „Конкордия“, намирал се в него до 2020 г. Частният университет за либерални изкуства „Конкордия“ се намирал в центъра на квартала от 1905 г. Бил е свързан с с Лутеранската университетска система. Прекратява своята дейност през 2020 г.
В по-голямата част от квартала се намират така наречените уличните изкуства на Алберта. В квартала има 2 парка за отдих и разходки: Kennedy Community Garden и Fernhill Park. Други забележителности в района са училището Кенеди – бивше начално училище, превърнато в заведение за хранене и хотел, и спортния комплекс Concordia University & Community Athletic Complex, който функционира от 2011 г.